# 大學城 (費城)

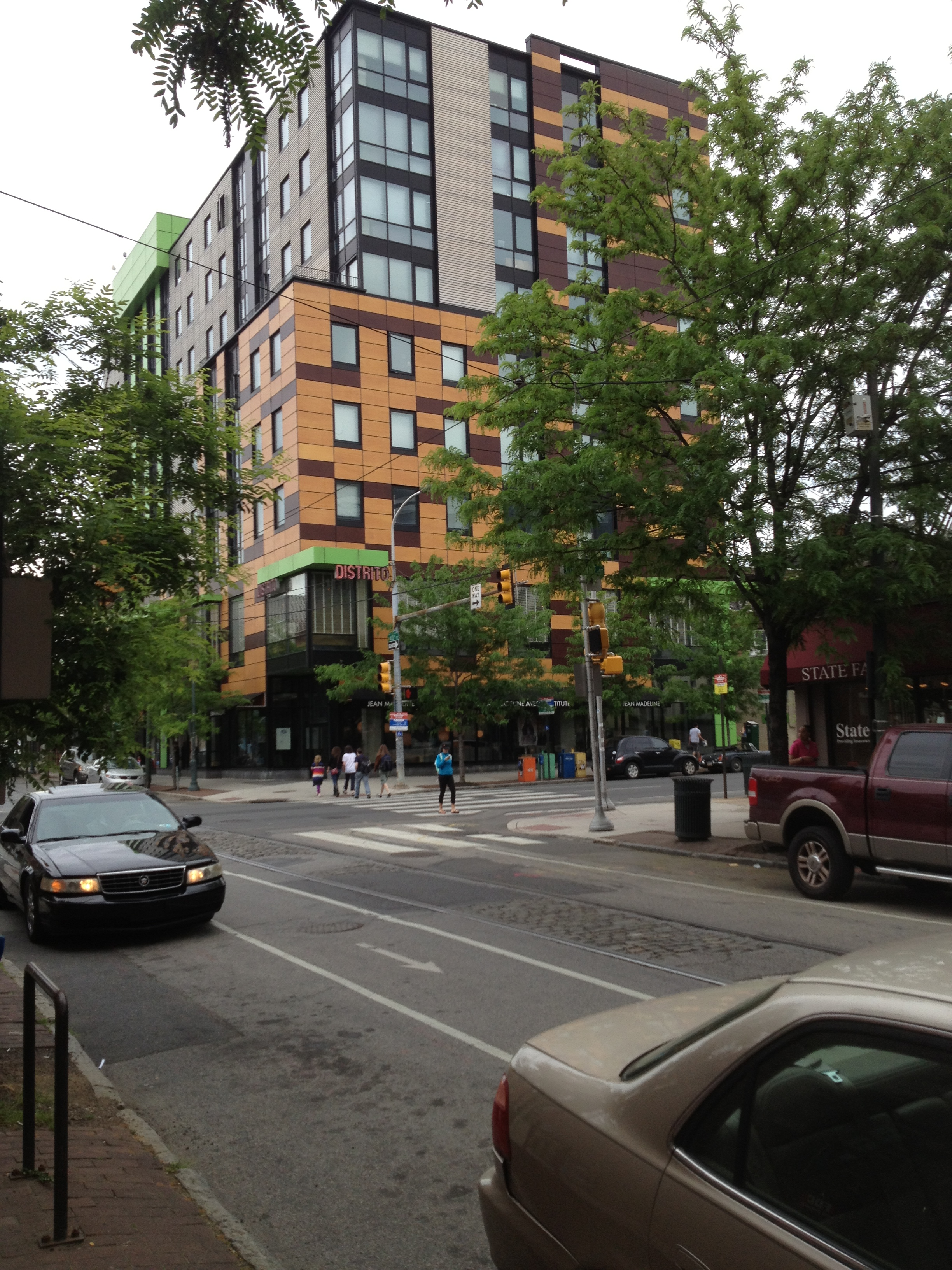
大學城第40街及板栗街交界

大學城（英語：University City）是位於西費城最東端的一個社區，是多間著名大學和醫學及科技研究中心所在之處，包括：賓夕凡尼亞大學、卓克索大學、費城科學大學、美國林肯大學、費城聖公會神學院等等。